# Luz Adriana Camargo
Luz Adriana Camargo Garzón, née à Bogota le 13 octobre 1965, est une avocate colombienne spécialiste en droit pénal et en criminologie. Depuis le 22 mars 2024, elle est le Procureur Général de la Nation.

## Biographie
Luz Adriana Camargo est née à Bogota en 1965. Elle obtient son baccalauréat au collège María Mazzarello en 1981. En 1982, elle intègre l'Université de la Sabana pour y étudier le droit, et en sort diplômée en 1986. Elle suit une spécialisation en droit pénal et criminologie à l'Université Libre de Colombie jusqu'en 1990.
Sa carrière juridique débute en 1988 comme juge d'instruction criminelle, puis comme avocate plaignante de 1989 à 1991. Entre 1991 et 1992, elle est avocate à la Direction de la Section d'Instruction Criminelle de Bogota,.
Entre 1996 et 2003, elle travaille au Ministère public Général de la Nation où elle exerce comme procureur auxiliaire devant la Cour Suprême de Justice, et de 2003 à 2004 procureur délégué devant cette même cour.
De 2005 à 2014, elle est employée à la Salle de Cassation Pénale de la Cour Suprême de Justice où elle est magistrate auxiliaire. Elle y joue un rôle clef dans les investigations du scandale de la parapolitique, en soulignant la connexion entre des secteurs politiques et les Autodéfenses unies de la Colombie.
Entre 2014 et 2017, elle est chef d'investigation et litige de la Commission internationale contre l'impunité au Guatemala de l'Organisation des Nations unies où elle travaille sous les ordres d'Iván Velásquez Gómez qui était le chef de la commission et qu'elle avait connu dans son travail de magistrate auxiliaire.
En 2018, Camargo exerce pour la Commission interaméricaine des droits de l'homme (CIDH) dans le suivi de recherches pénales en Équateur liées avec la séquestration de trois journalistes du quotidien El Comercio. Elle est également consultante de diverses organisations de défense des droits de l'Homme et plaide dans des litiges internationaux.

## Procureur Général de Colombie
Camargo est élue par la Cour Suprême de Justice le 12 mars 2024 après un long processus ayant provoqué quelques controverses. 
Elle prête serment pour sa charge devant le président Gustavo Petro le 22 mars 2024.